# Fuente de Dupont Circle
La fuente de Dupont Circle, denominada oficialmente como fuente conmemorativa del contralmirante Samuel Francis Dupont, está ubicada en el centro de Dupont Circle en Washington D. C. Honra al contraalmirante Samuel Francis Du Pont, un destacado oficial naval estadounidense y miembro de la familia Du Pont. La fuente reemplazó una estatua de Du Pont que se instaló en 1884. Diseñada por Henry Bacon y esculpida por Daniel Chester French, se inauguró en 1921. Entre los invitados destacados a la ceremonia de inauguración se encontraban la primera dama de Estados Unidos, Florence Harding, el secretario de Guerra John W. Weeks y el secretario de Marina Edwin Denby.
La fuente es uno de los dieciocho monumentos de la guerra de Secesión incluidos colectivamente en el Registro Nacional de Lugares Históricos en 1978. La fuente de mármol, que está adornada con tres esculturas alegóricas, descansa sobre una base de hormigón y está rodeada por una plaza abierta. La fuente y el parque que la rodea pertenecen y son mantenidos por el Servicio de Parques Nacionales, una agencia federal del Departamento del Interior.

## Historia

### Contexto
En 1871, el Cuerpo de Ingenieros del Ejército de los Estados Unidos comenzó a construir Dupont Circle, que en ese momento se denominaba Pacific Circle porque era el límite occidental de las áreas residenciales de la ciudad. El 25 de febrero de 1882, el Congreso cambió su denominación y autorizó un monumento a Samuel Francis Du Pont (1803–1865). Samuel Francis Du Pont desempeñó un papel importante en la modernización de la Armada, y durante la guerra de Secesión fue responsable de hacer efectivo el bloqueo de la Unión contra la Confederación, aunque su intento fallido de atacar Charleston en 1863 empañó el historial de su carrera. La estatua de bronce fue esculpida por Launt Thompson y dedicada el 20 de diciembre de 1884, con un costo de 20 500 dólares. Entre los asistentes a la ceremonia se encontraban el presidente Chester A. Arthur, el senador Thomas F. Bayard, el almirante David Dixon Porter y el general Philip Sheridan. El círculo estaba decorado con plantas exóticas y cientos de árboles.
A principios del siglo XX, los miembros de la destacada familia Du Pont querían un monumento de mayor valor artístico y presionaron para que se reemplazara. A la familia siempre le había disgustado la estatua y en 1909, la base de la estatua había comenzado a hundirse e inclinarse, lo que provocó bromas de que Du Pont y los marineros eran alcohólicos. La esposa del senador Willard Saulsbury, Jr., que era sobrina de Du Pont, dirigió sus esfuerzos a reemplazar la estatua. La familia pidió que no se utilizasen fondos del gobierno para el nuevo monumento y que la Comisión de Bellas Artes (CFA) aprobara el diseño. El 26 de febrero de 1917, el Congreso aprobó el reemplazo de la estatua y estableció que la construcción comenzara dentro de tres años.

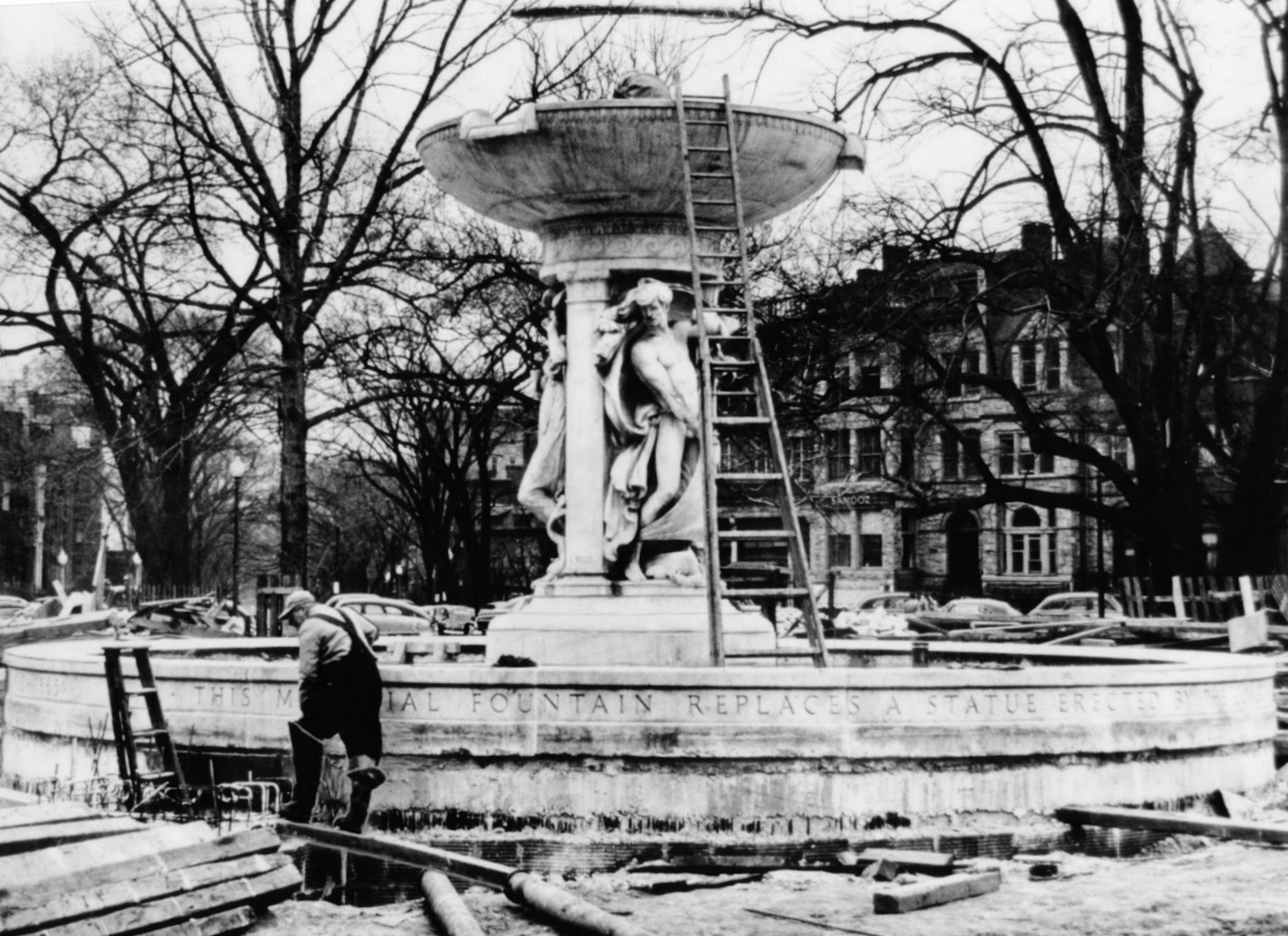
Instalación de la fuente en 1920

La familia Du Pont eligió al arquitecto Henry Bacon y al escultor Daniel Chester French para diseñar una fuente que reflejara los estilos Beaux-Arts y neoclásico que eran populares en el vecindario en ese momento, como la Mansión Patterson, ubicada en el borde noreste del círculo. Bacon había diseñado el Monumento a Lincoln, mientras que el trabajo más conocido de French es la estatua de Abraham Lincoln dentro del monumento. Otras obras de French en Washington D. C. son la fuente en memoria de Butt-Millet, el monumento a la primera división y el monumento a Thomas Gallaudet. El costo total fue de 77 521 dólares. La CFA aprobó el diseño en 1917 y poco después comenzaron las obras de la fuente.
El Congreso quería un reconocimiento por su intento anterior de honrar a Du Pont, por lo que la inscripción en la fuente tenía que incluir el hecho de que se reemplazó una estatua erigida por el Congreso. Un modelo inicial incluía una fuente que emitía agua en la parte superior, pero esto no se incorporó al proyecto final. La fuente fue tallada por los hermanos Piccirilli, quienes también tallaron la estatua de Abraham Lincoln de French en el Lincoln Memorial. El contratista fue George A. Fuller Company, que también trabajaron en el Flatiron Building y el Plaza Hotel en la ciudad de Nueva York. En 1920, la estatua se trasladó a Rockford Park en Wilmington, la ciudad natal de la familia Du Pont. Más tarde ese año, la fuente se instaló utilizando tuberías que se colocaron en 1877 para una fuente potencial que nunca se había construido. Después de la instalación, se plantaron árboles maduros y una espesa vegetación en el parque circundante.

### Inauguración

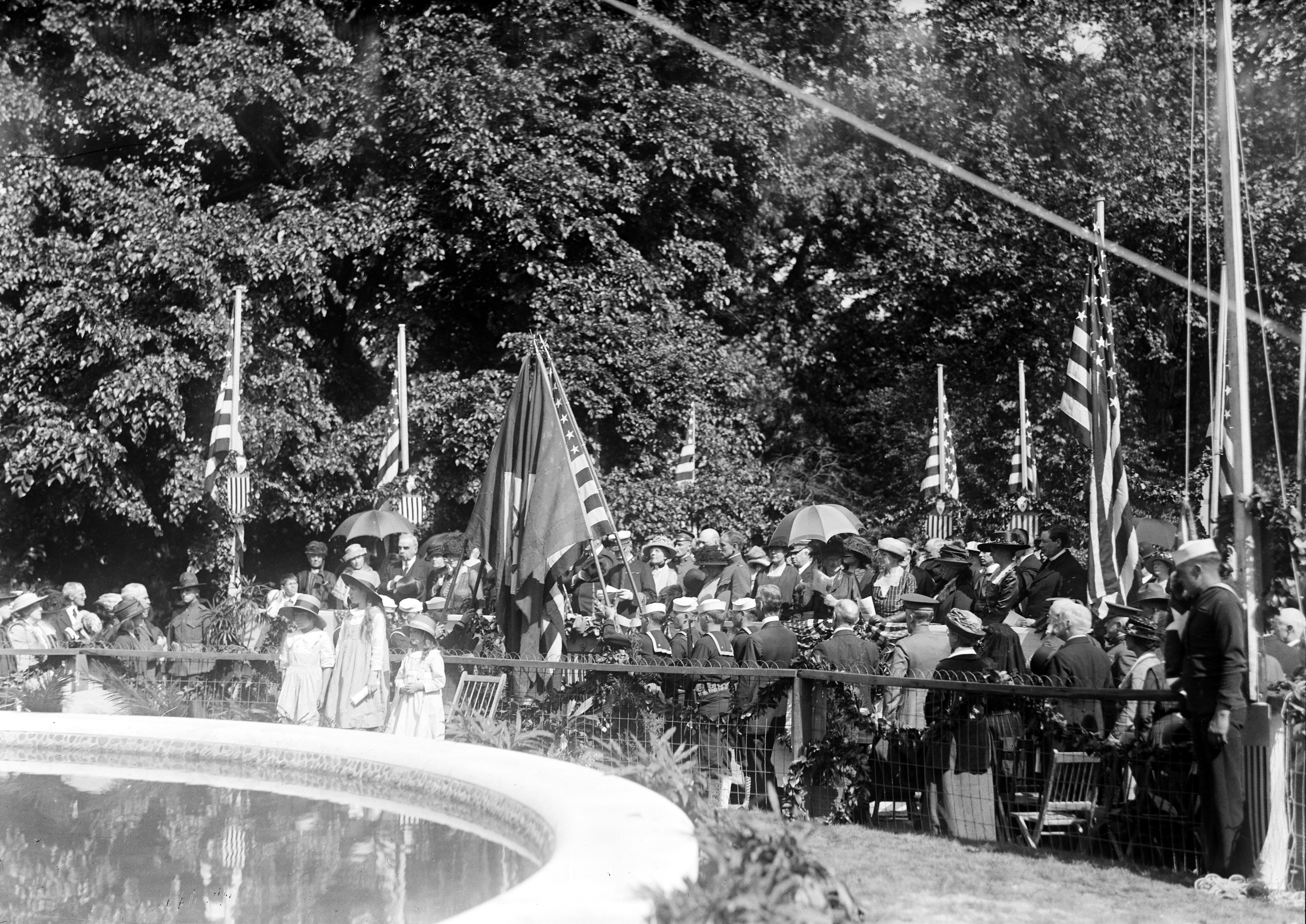
La ceremonia de inauguración en 1921

La fuente se inauguró formalmente la tarde del 17 de mayo de 1921. La ceremonia, que fue presidida por el teniente coronel Clarence O. Sherrill, fue descrita como "simple pero impresionante". Se levantó una tribuna temporal decorada con banderas y escudos para invitados oficiales, entre los que se encontraban la primera dama Florence Harding, el secretario de Guerra John W. Weeks y el secretario de Marina Edwin Denby. Se colocaron sillas a lo largo de los pasillos que rodean la fuente y los soldados marineros sirvieron como ujieres para el evento. Mientras los invitados permanecía sentados, la Banda de la Marina tocó música. Después del concierto, se permitió que el público ingresaran al área y pronto llenaron el parque circundante.
El obispo episcopal Alfred Harding pronunció una oración que fue seguida de la presentación de los estandartes, mientras la banda interpretaba "The Stars and Stripes Forever". La nieta de Du Pont, Sophie Du Pont Ford, retiró las lonas que ocultaban la fuente, y la banda interpretó el himno nacional y "Narcissus" de Ethelbert Nevin. La fuente fue presentada formalmente por el contralmirante Purnell Frederick Harrington, quien había servido junto a Du Pont. El secretario de Guerra, en nombre del Gobierno, recibió la fuente como regalo de la familia Du Pont. Luego, Denby pronunció un discurso que elogió los servicios de Du Pont a su país. Afirmó: "Los antecedentes familiares de Du Pont habían justificado la esperanza tan meritoriamente cumplida en la carrera de ese oficial, mientras que su servicio como guardiamarina en la Constitución entonces activa debió servido de inspiración para sus actividades posteriores". Denby también elogió la actitud de Du Pont hacia sus compañeros de navegación y su voluntad de poner las necesidades del país por encima de las suyas. Concluyó su discurso, señalando lo orgullosa que estaba la Marina del nuevo monumento y expresó su esperanza de que siempre se mantuviera en buen estado. Después del discurso de Denby, tres jóvenes descendientes de du Pont, Ann Andrews, Emily Du Pont y Mary Harvey, colocaron coronas de laurel en la fuente. La ceremonia concluyó con la interpretación de la banda "Columbia, the Gem of the Ocean".

### Historia posterior
La fuente era objetivo frecuente de los vándalos que repetidamente rompían los dedos o las manos de las esculturas. Posteriormente se tallaron nuevas manos y se unieron a las esculturas. En 1948, la fuente se eliminó temporalmente cuando se construyó un paso subterráneo para tranvías debajo de Dupont Circle. Cuando se trasladó a su ubicación original dos años después, se reemplazó el sistema de bombeo de la fuente. Cuando se instaló el nuevo sistema, los trabajadores se olvidaron de conectar las tuberías a la fuente. El problema se corrigió al año siguiente y la fuente entró en funcionamiento.
La fuente es uno de los dieciocho monumentos de la guerra de Secesión en Washington D. C. que se incluyeron colectivamente en el Registro Nacional de Lugares Históricos (NRHP) el 20 de septiembre de 1978 y en el Inventario de Sitios Históricos del Distrito de Columbia el 3 de marzo de 1979. Es uno de los pocos monumentos de la guerra de Secesión que no es una escultura ecuestre. Los otros son el Monumento conmemorativo al Gran Ejército de la República de Stephenson, las Monjas del campo de batalla, el Monumento a la Paz y las estatuas del almirante David G. Farragut, Albert Pike y el general John A. Rawlins. La fuente está designada como propiedad contribuidora al distrito histórico de Massachusetts Avenue, que figura en el NRHP el 22 de octubre de 1974, y al distrito histórico de Dupont Circle, que figura en el NRHP el 21 de julio de 1978. A fines de la década de 1990, la fuente fue restaurada por el escultor Constantine Seferlis. La fuente y el parque que la rodea pertenecen y son mantenidos por el Servicio de Parques Nacionales, una agencia federal del Departamento del Interior.

## Diseño y ubicación

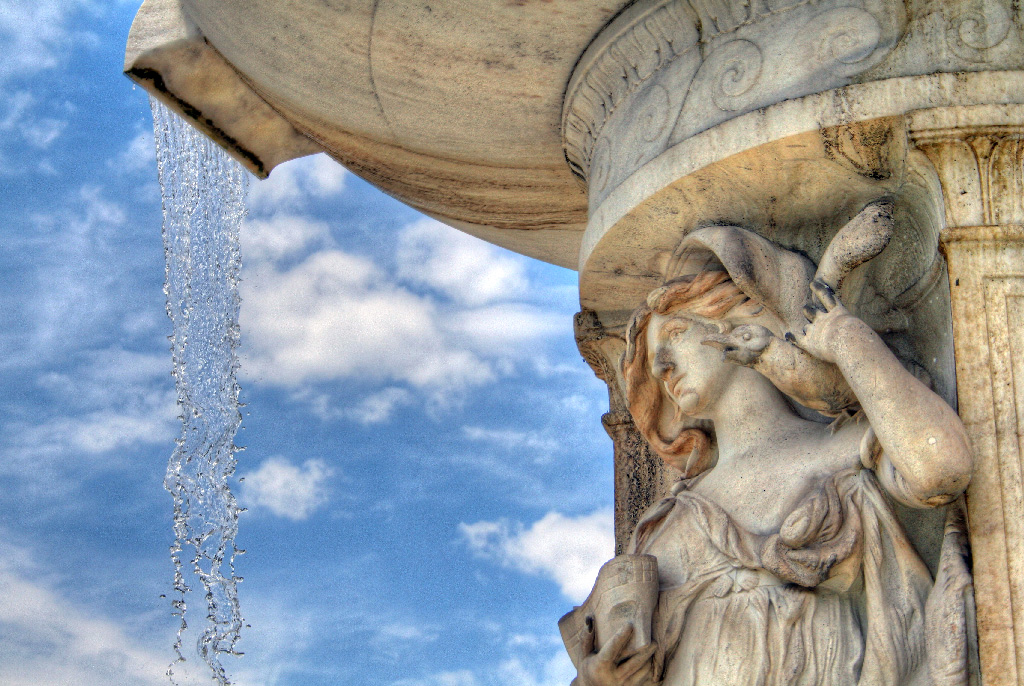
Agua cayendo sobre la figura que representa el Mar.

La fuente se encuentra en el centro de Dupont Circle, un parque, rotonda y vecindario en el cuadrante noroeste de Washington D. C. El parque está ubicado en la convergencia de 19th Street, P Street, avenida Connecticut, avenida Massachusetts (Washington D. C.) y avenida Nuevo Hampshire NW.

La fuente de mármol blanco de dos niveles descansa sobre una base de hormigón. La cuenca superior de la fuente, que mide aproximadamente 0,9 m de altura y 3,5 m de ancho y 15 toneladas de peso, se sostiene sobre un eje de 8 toneladas adornado con tres figuras alegóricas, que miden aproximadamente 2,4 m de altura y 1,4 m de ancho y peso de 12 toneladas, representan el mar, las estrellas y el viento. El mar está representado por una figura femenina de larga cabellera que sostiene un bote en su mano derecha mientras acaricia una gaviota en su hombro con la mano izquierda. Su pie izquierdo descansa sobre un delfín. Las estrellas son una figura femenina desnuda con cabello largo que sostiene un globo terráqueo en su mano izquierda y mira hacia abajo. El viento es una figura masculina desnuda cubierta con una vela de barco, que sostiene una caracola con la mano izquierda para usarla como cuerno y mira hacia la derecha. El agua se vierte sobre el recipiente superior en un recipiente inferior grande que mide aproximadamente 0,5 m de alto. La inscripción en el borde exterior de la cuenca inferior dice: "Eta fuente conmemorativa reemplaza una estatua erigidapor el Congreso de los Estados Unidos en reconocimiento a sus distinguidos servicios. Samuel Francis Dupont Marina de los Estados Unidos 1803-1865". La base de hormigón circular presenta cuatro conjuntos de tres escalones que conducen a la plaza circundante. Seis caminos radiales correspondientes a las calles circundantes conducen desde la plaza hasta los bordes del parque.

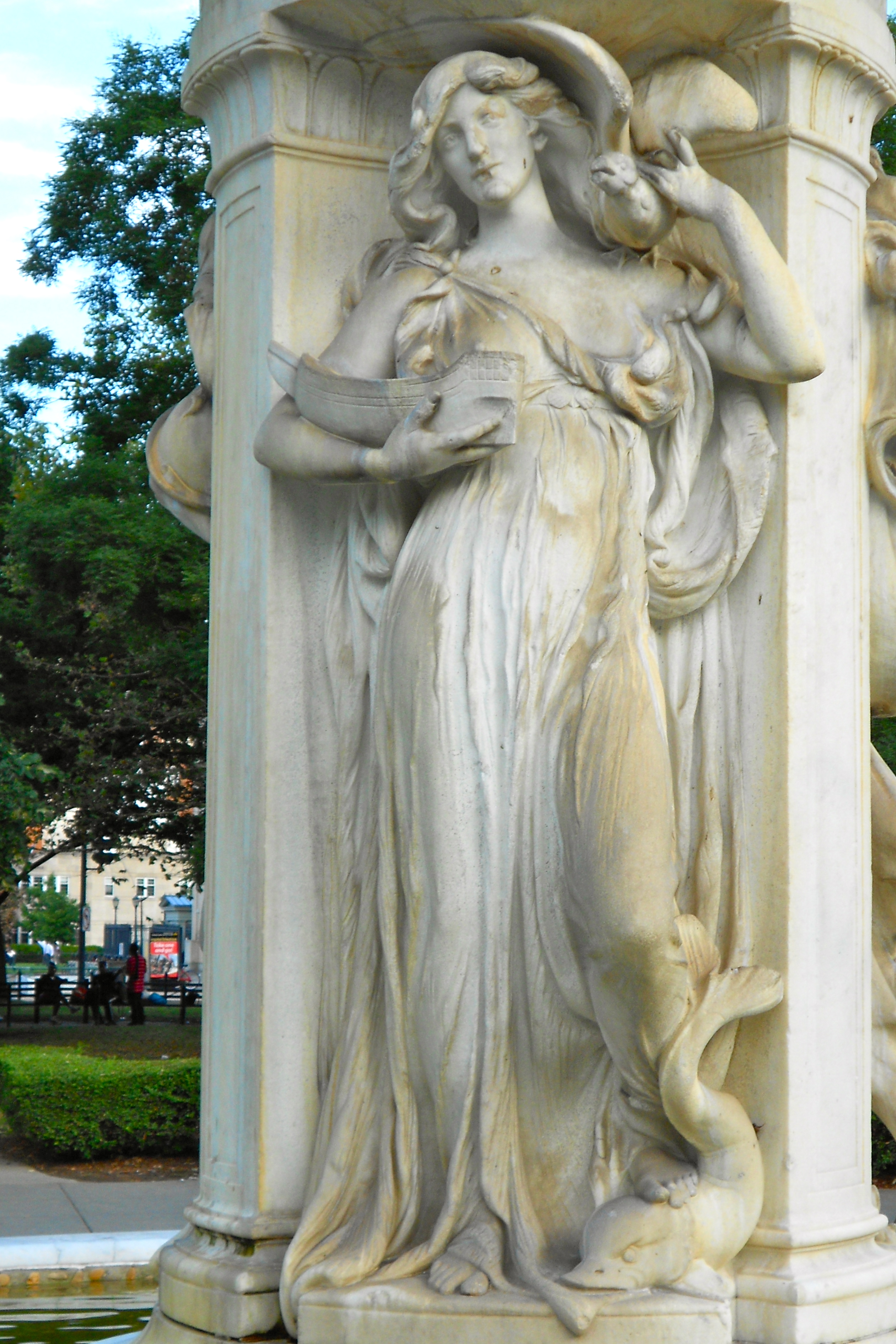
Mar
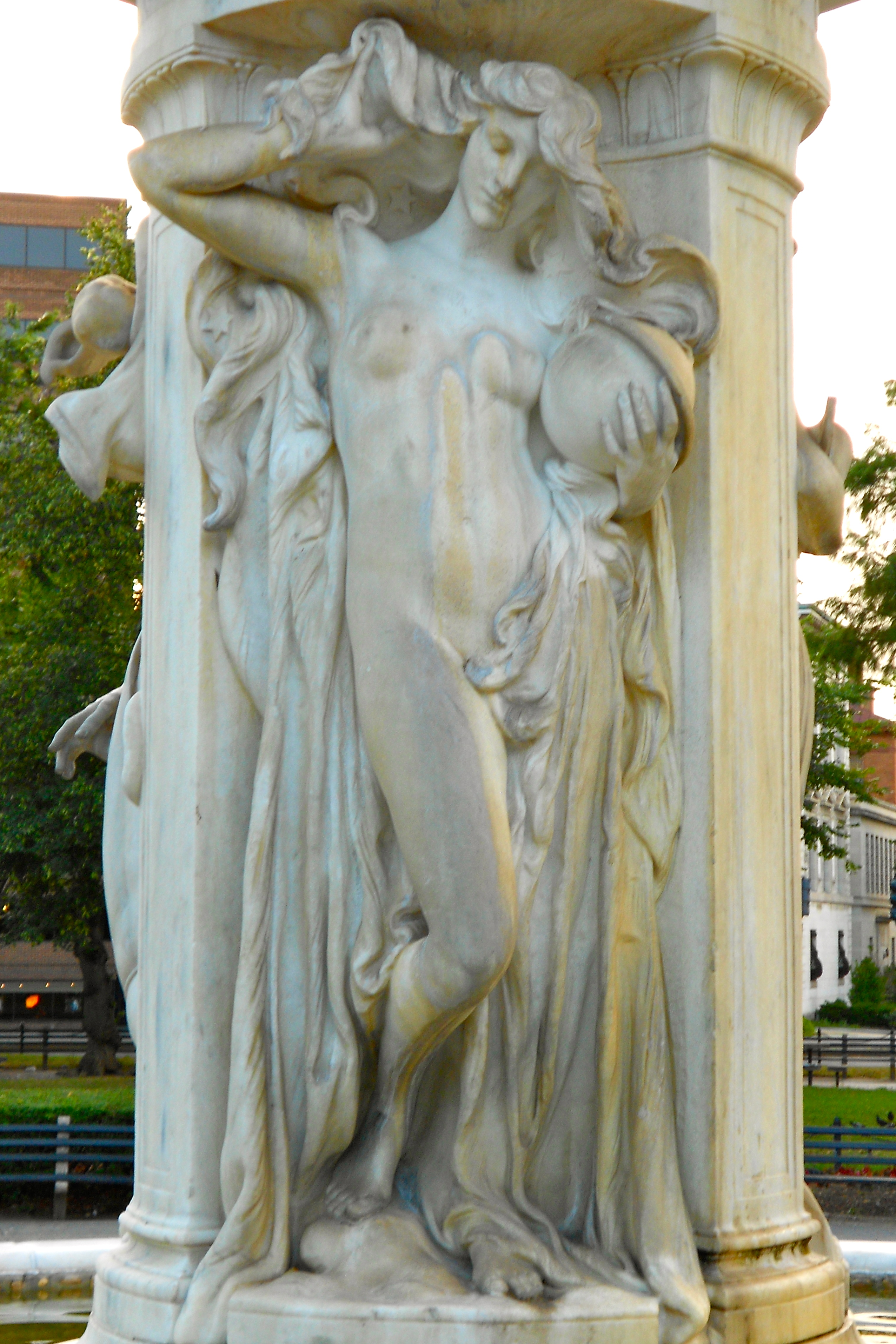
Estrellas
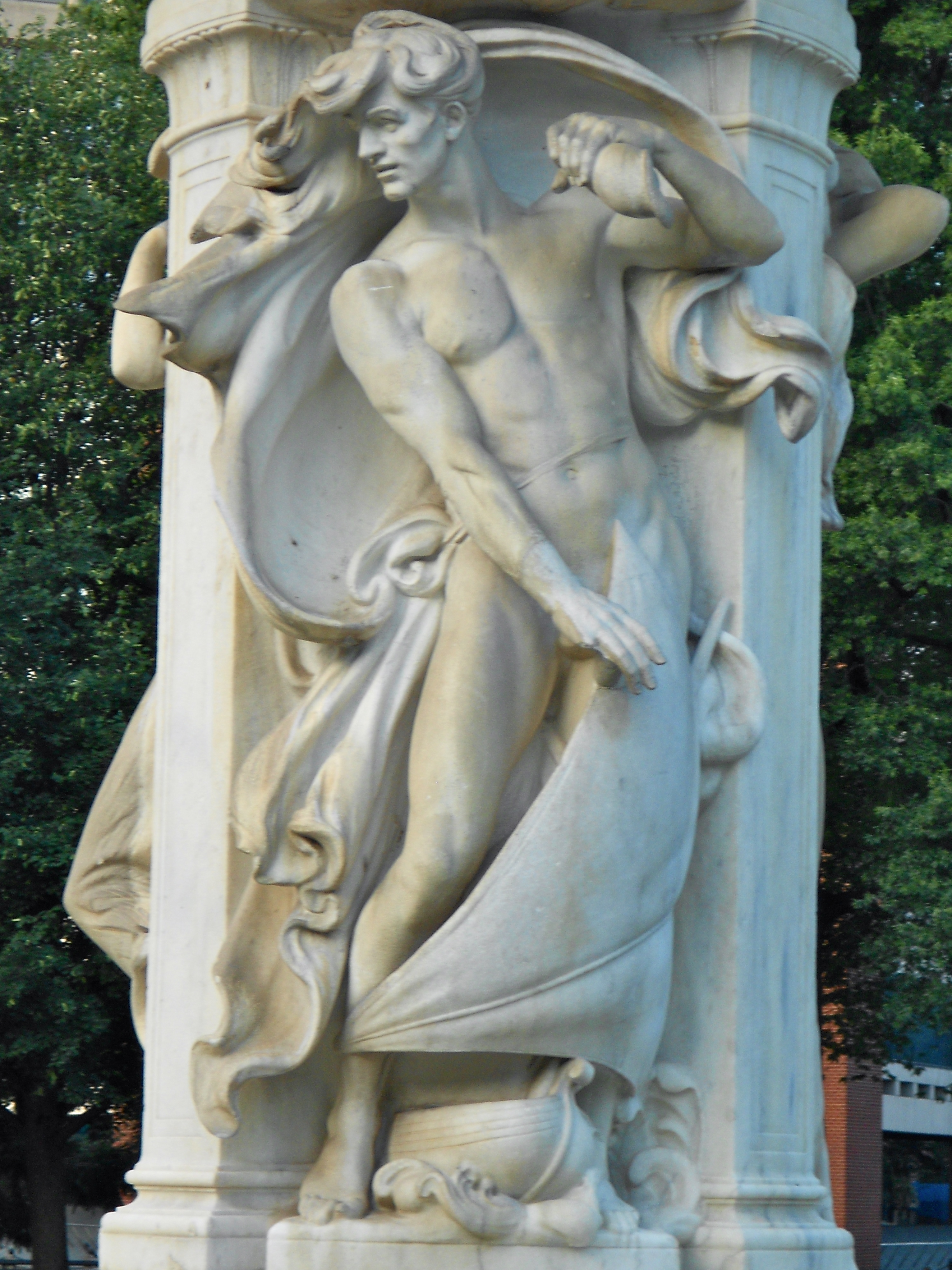
Viento